# Mozart (utsändningssystem)
Mozart är ett utsändningssystem för TV-kanaler som bland annat används av NRK i Norge och av tyska TV-kanaler. Komponenterna i systemet är tätt integrerade med varandra vilket ska leda till ökade möjligheter för automatiserade sändningar.